# Gyermekgondozási díj
A gyermekgondozási díj (gyed) Magyarországon 1985-ben bevezetett, majd a Bokros-csomag részeként 1996-ban megszűnt, de 2000 óta ismét folyósított, az egészségbiztosítás ellátásainak keretében, kizárólag a biztosítottaknak járó, havi rendszerességű, jövedelemarányos pénzbeli ellátás, mely a szülő jövedelemkiesését hivatott pótolni.
A gyermekgondozási díj havi összege a szülő korábbi jövedelmének 70%-a, de legfeljebb a gyermek születése napján hatályos minimálbér kétszeresének 70%-a (azaz a gyermek születésekori minimálbér 140%-a). Ennek megfelelően a gyermekgondozási díj felső határa a 2025-ben született gyermekek esetében havi bruttó 407 120 forint. A szülési szabadságot követő gyermekgondozási szabadság idejére járó ellátás támogatási intenzitása európai szinten is alacsonyabb, de a juttatásnak más európai országban jellemzően nincs felső határa. A GYED magyarországi rendszerét komoly kritikák érik amiatt is, hogy a 3 éves gyermekgondozási szabadságnak csak az első két évében folyósítják a GYED-et, a harmadik évben viszont csak a jóval alacsonyabb, havi nettó 25 650 forintos gyes jár a szülőknek.

## Jogosultság
Gyermekgondozási díjra jogosult:
- a biztosított, gyermeket szülő anya, ha a szülést megelőzően két éven belül 365 napon át (akár megszakításokkal is) biztosított volt,
- a biztosított szülő, ha a gyermekgondozási díj igénylését megelőzően két éven belül 365 napon át biztosított volt,
- a terhességi-gyermekágyi segélyben részesült anya, akinek a biztosítási jogviszonya a terhességi-gyermekágyi segély igénybevételének időtartama alatt szűnt meg[7]

feltéve, hogy a gyermekgondozási díjat igénylő személy a gyermeket saját háztartásában neveli.
A gyedre való jogosultság szempontjából szülőnek kell tekinteni:
- a vér szerinti és örökbefogadó szülőt,
- a szülővel együtt élő házastársat,
- azt a személyt, aki a saját háztartásában élő gyermeket örökbe kívánja fogadni, ha az erre irányuló eljárás már folyamatban van,
- valamint a gyámot.

Az egészségbiztosítási szempontból biztosítottnak
tekinthető szülő a csecsemőgondozási díj (csed), illetőleg az annak megfelelő időtartam lejártát követő naptól a gyermek 2. életévének betöltéséig részesülhet gyermekgondozási díjban.

### Nem jár a gyed
A jogosultsági feltételek fennállása esetén sem jár a szülőnek a gyermekgondozási díj:
- ha a gyermek egyéves kora előtt bármilyen jogviszonyban díjazás[9] ellenében munkát végez, vagy hatósági engedélyhez kötött keresőtevékenységét személyesen folytatja,
- ha munkavégzés nélkül is megkapja teljes keresetét,[10]
- ha egyéb rendszeres pénzellátásban részesül[11]
- ha a gyermeket napközbeni ellátást biztosító intézményben (bölcsődében, családi napköziben, házi gyermekfelügyeletbe) helyezték el, kivéve a rehabilitációs, habilitációs foglalkozást nyújtó intézményi elhelyezést,
- ha a gyermeket ideiglenes hatállyal a jogosult háztartásából elhelyezték, átmeneti vagy tartós nevelésbe vették, továbbá 30 napot meghaladó időtartamra bentlakásos szociális intézményben helyezték el,
- a jogosult előzetes letartóztatásban van, vagy szabadságvesztés, elzárás büntetését tölti.
- nevelőszülőnek, helyettes szülőnek

## Igénylése
A gyed iránti igényt írásban
- foglalkoztatott esetén a foglalkoztatónál,[13]
- egyéni vállalkozó esetén a telephelye szerint illetékes megyei egészségbiztosítási pénztárnál kell bejelenteni.

A nyomtatvánnyal együtt a következő igazolásokat is be kell nyújtani, vagy be kell mutatni:
- gyermek eredeti születési anyakönyvi kivonatát[14]
- örökbefogadás esetén az örökbefogadásról szóló gyámhatósági határozatot, a gyermeket örökbe fogadási szándékkal gondozó személy esetén az örökbe fogadási eljárás megindításáról szóló igazolást,
- gyám esetén gyámkirendelésről szóló határozat,
- magánnyugdíjpénztár tag esetén a záradékkal ellátott magán-nyugdíjpénztári belépési nyilatkozatot,
- az oktatási intézmény igazolása a közép- vagy felsőfokú oktatási intézményben folytatott tanulmányok idejéről.

## Összege
A gyed alapja a naptári napi átlagkereset, melynek megállapítása kétféle módon történhet:
- A szülőnek van 180 napi jövedelme

Ha a jogosult szülő a gyermekgondozási díj kezdő napját megelőző naptári évben, vagy a kezdőnapot közvetlenül megelőzően visszafelé számítva rendelkezik 180 naptári napi jövedelemmel, akkor a gyed alapját a táppénzre vonatkozó rendelkezések szerint állapítják meg.
- A szülőnek nincs 180 napi jövedelme

Ha nem lehet a táppénzszabályok alkalmazásával megállapítani a gyermekgondozási díj összegét, akkor a jogosultság kezdő napján érvényes minimálbér kétszeresének harmincad részét tekintik a díj alapjának.
A gyermekgondozási díj havi összege a figyelembe vehető jövedelem naptári napi átlagának 70%-a, de legfeljebb a gyermek születése napján hatályos minimálbér kétszeresének 70%-a (azaz a gyermek születésekori minimálbér 140%-a). Ennek megfelelően a gyermekgondozási díj felső határa a 2025-ben született gyermekek esetében havi bruttó 407 120 forint.
A gyermekgondozási díj összegéből az adókedvezmények figyelembevételével a személyi jövedelemadó-előleget, a biztosítottat terhelő nyugdíjjárulékot, magán-nyugdíjpénztári tag esetén a magán-nyugdíjpénztári tagdíjat a folyósító levonja.

## Folyósítás
A gyermekgondozási díj iránti igényt
- a társadalombiztosítási kifizetőhellyel rendelkező munkáltató esetében a kifizetőhely,
- egyéb esetben a foglalkoztató székhelye, telephelye szerint illetékes egészségbiztosítási pénztár bírálja el és folyósítja.

A gyermekgondozási díjat visszamenőleg legfeljebb 6 hónapra lehet igényelni, azaz az ellátást legkorábban az igénybejelentés napját megelőző 6. hónap első napjától lehet megállapítani.
A gyermekgondozási díjat havonta utólag folyósítják, kifizetőhely esetén a bérfizetési napon, az egészségbiztosítási pénztárak pedig a tárgyhónapot követő hó 10. napjáig, az igénylő kérelme szerint postai úton vagy bankszámlára átutalással.

## Méltányosság
A társadalmi szolidaritás elve alapján az egészségbiztosítónak lehetősége van arra, hogy abban az esetben, ha a szülő nem rendelkezik a gyed folyósításához szükséges biztosítási idővel, meghatározott keretek között méltányosságot gyakorolva, az általános szabályoktól eltérően megállapítsa a gyedre való jogosultságot annak is, aki arra nem lenne jogosult.
A pénzbeli ellátások méltányosságon alapuló engedélyezése iránti kérelmet a szülő foglalkoztatója szerint illetékes megyei egészségbiztosítási pénztárhoz kell benyújtani.

## Választás különböző pénzbeli ellátások között
A jogszabályi feltételek fennállása esetén a szülőnek az ellátás igénylésekor figyelemmel kell lennie arra, hogy amennyiben ugyanazon biztosítási jogviszony alapján egyidejűleg
- terhességi-gyermekágyi segélyre,
- táppénzre vagy baleseti táppénzre,
- gyermekgondozási támogatásra (gyermekgondozási segély és gyermeknevelési támogatás), illetve
- gyermekgondozási díjra

is jogosult, választása szerint csak az egyik ellátást veheti igénybe.
Amennyiben a szülők a közös háztartásban élő gyermek(ek) után egyidejűleg mindketten jogosultak lennének az egészségbiztosítási ellátásokra, akkor is – a szülők választása szerint – csak egy jogcímen és csak az egyik szülő részére lehet megállapítani az ellátást.

## GYED Extra
2014. január 1-jén lépett életbe a „GYED EXTRA” néven ismertté vált törvény. A törvényben szabályozott lényeges változások:
- Ha a gyed, vagy a gyes folyósítása közben újabb gyermek születik, akkor a korábbi gyermek után járó ellátás folyósítása nem szűnik meg, hanem a jogosultság teljes ideje alatt mindkét gyermek után továbbfolyósítják a mindkét gyermek után járó összeget.
- Aki a gyermek kétéves koráig jogosult gyedre, ikerszülés esetén a gyermek hároméves koráig lesz jogosult erre az ellátásra.
- A kisgyermeket nevelő szülő a gyermek 1 éves kora után a gyed folyósítása mellett korlátlan időtartamban visszamehet dolgozni.
- Annak, aki magyar nyelvű felsőoktatási intézmény nappali tagozatán a szülést megelőző két éven belül 2 aktív félév hallgatói jogviszonnyal rendelkezik, és a hallgatói jogviszony fennállása alatt, illetve annak szüneteltetését vagy megszűnését követően 1 éven belül szül, szintén jár a GYED. (Diplomás GYED)

## Kapcsolódó tudnivalók
- A gyermekgondozási díj után nem kell sem százalékos mértékű, sem tételes egészségügyi hozzájárulást fizetni.
- 1999. december 31-ét követően a gyermekgondozási díj folyósításának időszaka azonban csak abban az esetben tekinthető szolgálati időnek, ha a nyugdíjjárulékot azután megfizették.
- Az egészségbiztosítás egészségügyi szolgáltatásaira a gyermekgondozási díjban részesültek akkor is jogosultak, ha nem biztosítottak.
- Nem köteles költségtérítést fizetni az a 2006. december 1-je előtt hallgatói jogviszonyt létesítő hallgató, aki az adott oktatási időszak első napján gyermekgondozási díjban részesült.

## Bővebben
- Magyarország.hu – Gyermekgondozási díj
- Szociális és Munkaügyi Minisztérium – Gyermekgondozási díj
- Szent Margit Kórház Szülészeti és Nőgyógyászati Osztályának honlapja – Gyermekvállaláshoz kapcsolódó szociális ellátások
- Vital Magazin Online – Gyermekgondozási díj
- Velvet – Poronty – Gyermekszületéssel kapcsolatos anyagi juttatások

## Kiegészítések
1. ↑  Írásmódjához lásd: AkH.12 285. b)
2. ↑  30 éve vezették be Magyarországon a gyermekgondozási díjat, a gyedet. MTVA (2015. március 1.)  (Hozzáférés: 2018. november 25.) arch
3. ↑  „Az Országgyűlés 1999. november 9-i ülésnapján fogadta el a gyermekgondozási díj bevezetésével összefüggő törvénymódosításokról szóló törvényt, mely 2000. január 1-jétől hatályos. A GYED ismételt bevezetésének célja a népesedési mutatók kedvezőbb irányú befolyásolása. A gyermeket nevelő családok támogatásának e formája a születésszám növelését azoknál a családoknál kívánja ösztönözni, ahol a gyermekvállalás miatt jelentősebb jövedelem-kieséssel kell számolni.” (Szociális és Munkaügyi Minisztérium Archiválva 2007. február 16-i dátummal a Wayback Machine-ben Gyermekgondozási díj)
4. ↑  Gyermekvállalás a tagállamokban – Európa Pont blog, 2015. április 6.
5. ↑  Nem lesz felső határa a gyednek Romániában  – adozona.hu, 2016. március 30.
6. ↑   – penzcentrum.hu, 2022. július 13.
7. ↑  Feltéve, hogy a terhességi-gyermekágyi segélyre való jogosultsága a biztosítási jogviszony fennállta alatt keletkezett és a szülést megelőzően két éven belül 365 napon át biztosított volt.
8. ↑  Az egészségbiztosítás rendszerében biztosítottnak minősülő személyek körét tételesen a társadalombiztosítás ellátásaira és a magánnyugdíjra jogosultakról, valamint e szolgáltatások rendeltetéséről szóló 1997. évi LXXX. törvény határozza meg. Ennek alapján biztosítottnak tekinthetők például a munkavállalók, a köztisztviselők, vagy a közalkalmazottak, valamint igénybe vehetik a társadalombiztosítás ellátásait többek között a munkanélküli járadékban részesülők is.
9. ↑  Kivéve a szerzői jog védelme alatt álló alkotásért járó díjazást.
10. ↑  Aki a gyermek gondozása ellenére a keresetét részben megkapja, annak csak az elmaradt keresete után jár a gyed.
11. ↑  Rendszeres pénzellátás: táppénz, terhességi-gyermekágyi segély, gyermekgondozási díj, nyugdíjszerű ellátás, baleseti táppénz, hadi-és nemzeti gondozottak pénzellátása, gyermekgondozási segély, gyermeknevelési támogatás, időskorúak járadéka, munkanélküliek jövedelempótló támogatása, rendszeres szociális segély, ápolási díj, stb.
12. ↑  „Igénybejelentés gyermekgondozási díjra” elnevezésű nyomtatványon 2 példányban
13. ↑  Az igénybejelentést abban az esetben is a foglalkoztatóhoz kell benyújtani, ha az anya a biztosítás megszűnését követően igényel gyermekgondozási díjat.
14. ↑  Az anyakönyvi kivonat hátoldalára az egészségbiztosítási pénztár feljegyzi, hogy „gyedet igényelt” és a feljegyzést dátummal aláírással és bélyegző lenyomattal látja el, majd ezt követően visszaadja, vagy ajánlott, tértivevényes levélben visszajuttatja a biztosítottnak.
15. ↑  Ha azonban a jogosult pénzbeli egészségbiztosítási járulékalapot képező jövedelme, illetve az álláskeresési ellátás alapját képező jövedelme nem éri el ezt az összeget, akkor a GYED alapjaként a tényleges jövedelmet kell figyelembe venni. Amennyiben nincs tényleges jövedelem, akkor a szerződés szerinti jövedelem (álláskeresési támogatás/vállalkozói járadék alapját képező átlagkereset) harmincad részét kell figyelembe venni. A gyermekgondozási díj összegének megállapításánál csak azokat a jövedelmeket lehet figyelembe venni, amelyek után a biztosítottnak pénzbeli egészségbiztosítási járulékot kell fizetnie.
16. ↑  Kivéve azt a személyt, aki gyermekgondozási támogatás igénybevétele mellett munkát vállal és keresőképtelenségére tekintettel táppénzre vagy baleseti táppénzre jogosult.
17. ↑  OEP tájékoztató a Gyed extráról